# Pehlin
Pehlin (olaszul: San Giovanni), Fiume városrésze Horvátországban, Tengermellék-Hegyvidék megyében.

## Fekvése
Pehlin Fiuménak a városközponttól északnyugatra eső kerülete. Délnyugaton Sveti Nikola és Turnić, nyugaton Zamet, délkeleten Gornji Zamet, keleten Podmurvice és Škurinje városrészek, északon pedig a Viškovo községhez tartozó Marškoci település határolja. Délnyugati határán halad át a várost elkerülő körgyűrű és az A7-es autópálya. Részei: Plase, Rujevica és Hosti.

## Története

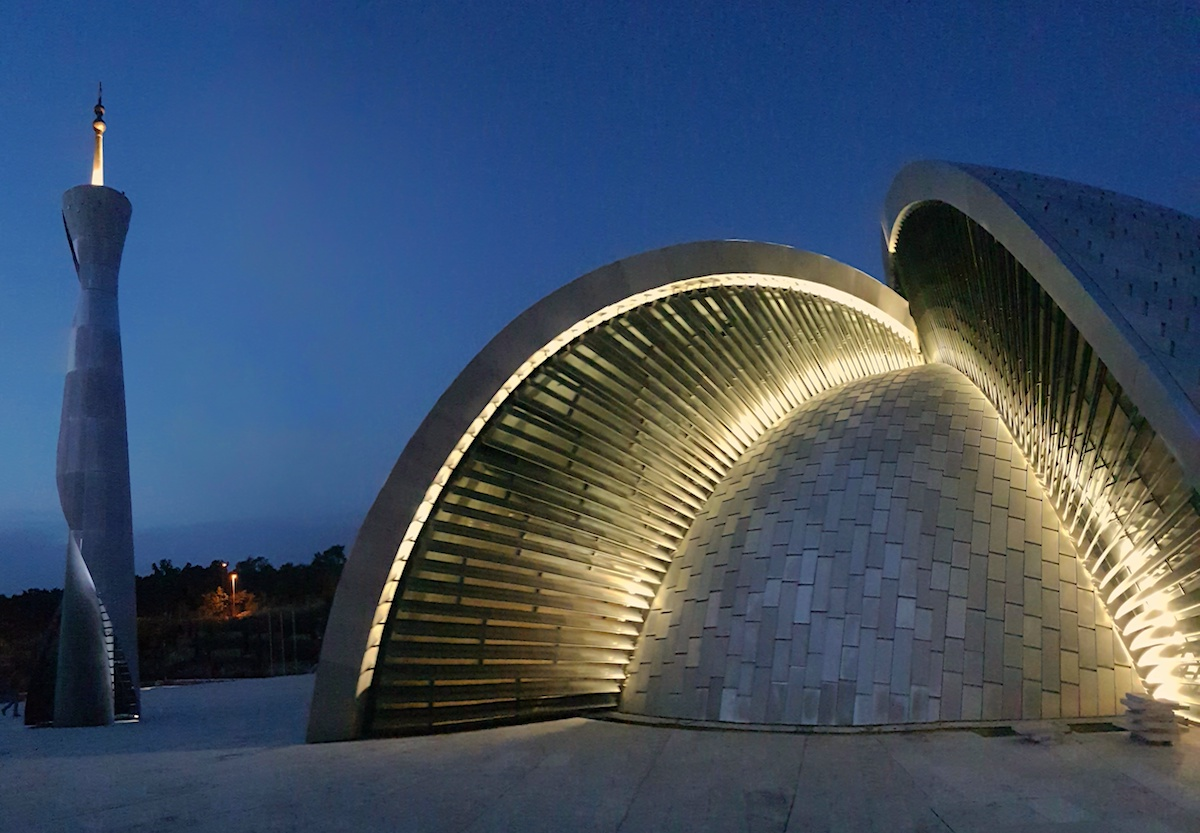
A fiumei mecset

## Nevezetességei
Fiumei mecset

## Oktatás

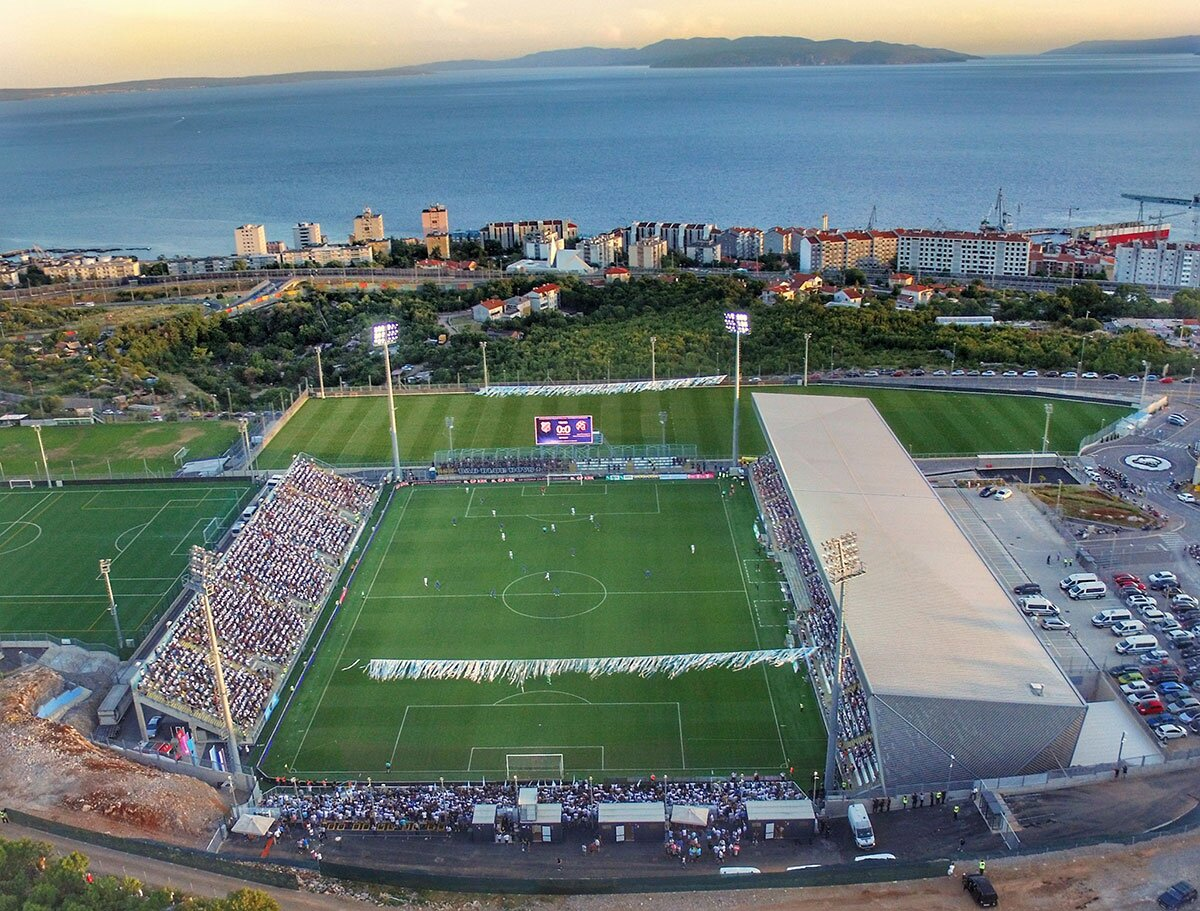
A Rujevica stadion

Pehlin Általános Iskola

## Sport
A Rujevica stadion a HNK Rijeka labdarúgócsapatának otthona.